# Qualificazioni al campionato mondiale maschile under 21 di pallavolo 2009 (CEV)
Le qualificazioni al campionato mondiale juniores di pallavolo maschile 2009 si sono svolte dal 17 aprile al 17 maggio 2009: al torneo hanno partecipato ventidue squadre nazionali juniores europee e cinque di queste si sono qualificate per il Campionato mondiale maschile under 21 di pallavolo 2009.

## Regolamento
Le squadre europee, ad eccezione della Francia vincitrice del campionato europeo juniores 2008, hanno disputato due fasi a gironi con la formula del girone all'italiana: le prime classificate dei gironi della seconda fase hanno acceduto al Campionato mondiale maschile under 21 di pallavolo 2009

## Squadre partecipanti
- Austria
- Belgio
- Bielorussia
- Bulgaria
- Croazia
- Danimarca
- Estonia
- Finlandia
- Germania
- Grecia
- Israele
- Italia
- Montenegro
- Paesi Bassi
- Polonia
- Portogallo
- Rep. Ceca
- Romania
- Russia
- Serbia
- Turchia
- Ucraina

## Torneo

### Prima fase
| Girone A   |
| ---------- |
| Danimarca  |
| Finlandia  |
| Grecia     |
| Portogallo |

#### Risultati
| 17 aprile 2009 Kuusamon Liikuntahalli, Kuusamo Durata: ? - Spettatori: 250 | Grecia     | 3 - 2 | Portogallo | 23-25, 25-12, 25-21, 24-26, 15-11 |
| 17 aprile 2009 Kuusamon Liikuntahalli, Kuusamo Durata: ? - Spettatori: 650 | Finlandia  | 3 - 1 | Danimarca  | 26-28, 25-22, 25-19, 25-15        |
| 18 aprile 2009 Kuusamon Liikuntahalli, Kuusamo Durata: ? - Spettatori: 150 | Danimarca  | 0 - 3 | Grecia     | 22-25, 22-25, 16-25               |
| 18 aprile 2009 Kuusamon Liikuntahalli, Kuusamo Durata: ? - Spettatori: 825 | Portogallo | 3 - 1 | Finlandia  | 25-16, 16-25, 25-23, 25-20        |
| 19 aprile 2009 Kuusamon Liikuntahalli, Kuusamo Durata: ? - Spettatori: 700 | Grecia     | 3 - 0 | Finlandia  | 25-14, 25-23, 25-22               |
| 19 aprile 2009 Kuusamon Liikuntahalli, Kuusamo Durata: ? - Spettatori: 150 | Portogallo | 3 - 1 | Danimarca  | 25-20, 25-20, 24-26, 26-24        |

#### Classifica
| Pos | Squadra    | Pt | G | V | P | SV | SP | Ratio | PF  | PS  | Ratio |
| --- | ---------- | -- | - | - | - | -- | -- | ----- | --- | --- | ----- |
| 1   | Grecia     | 6  | 3 | 3 | 0 | 9  | 2  | 4.500 | 262 | 214 | 1.224 |
| 2   | Portogallo | 5  | 3 | 2 | 1 | 8  | 5  | 1.600 | 286 | 286 | 1.000 |
| 3   | Finlandia  | 4  | 3 | 1 | 2 | 4  | 7  | 0.571 | 244 | 250 | 0.976 |
| 4   | Danimarca  | 3  | 3 | 0 | 3 | 2  | 9  | 0.222 | 234 | 276 | 0.848 |

### Seconda fase
| Girone A   | Girone B   | Girone C    | Girone D | Girone E    |
| ---------- | ---------- | ----------- | -------- | ----------- |
| Belgio     | Montenegro | Croazia     | Israele  | Austria     |
| Bulgaria   | Rep. Ceca  | Grecia      | Italia   | Bielorussia |
| Germania   | Russia     | Paesi Bassi | Romania  | Estonia     |
| Portogallo | Ucraina    | Serbia      | Polonia  | Turchia     |

#### Girone A

##### Risultati
| 15 maggio 2009 Arena Samokov, Samokov Durata: ? - Spettatori: 200   | Bulgaria   | 3 - 1 | Portogallo | 21-25, 25-15, 25-23, 25-18        |
| 15 maggio 2009 Arena Samokov, Samokov Durata: ? - Spettatori: 200   | Germania   | 2 - 3 | Belgio     | 25-23, 25-27, 19-25, 25-21, 12-15 |
| 16 maggio 2009 Arena Samokov, Samokov Durata: ? - Spettatori: 600   | Bulgaria   | 3 - 2 | Germania   | 19-25, 25-17, 25-19, 21-25, 15-13 |
| 16 maggio 2009 Arena Samokov, Samokov Durata: ? - Spettatori: 100   | Portogallo | 0 - 3 | Belgio     | 21-25, 22-25, 26-28               |
| 17 maggio 2009 Arena Samokov, Samokov Durata: ? - Spettatori: 110   | Germania   | 3 - 1 | Portogallo | 21-25, 25-20, 25-17, 25-21        |
| 17 maggio 2009 Arena Samokov, Samokov Durata: ? - Spettatori: 1 000 | Belgio     | 3 - 1 | Bulgaria   | 19-25, 25-21, 25-18, 26-24        |

##### Classifica
| Pos | Squadra    | Pt | G | V | P | SV | SP | Ratio | PF  | PS  | Ratio |
| --- | ---------- | -- | - | - | - | -- | -- | ----- | --- | --- | ----- |
| 1   | Belgio     | 6  | 3 | 3 | 0 | 9  | 3  | 3.000 | 284 | 263 | 1.080 |
| 2   | Bulgaria   | 5  | 3 | 2 | 1 | 7  | 6  | 1.167 | 289 | 275 | 1.051 |
| 3   | Germania   | 4  | 3 | 1 | 2 | 7  | 7  | 1.000 | 301 | 299 | 1.007 |
| 4   | Portogallo | 3  | 3 | 0 | 3 | 2  | 9  | 0.222 | 233 | 270 | 0.863 |

#### Girone B

##### Risultati
| 15 maggio 2009 KSK Luch, Mosca Durata: ? - Spettatori: 60  | Montenegro | 1 - 3 | Ucraina    | 25-22, 23-25, 22-25, 20-25       |
| 15 maggio 2009 KSK Luch, Mosca Durata: ? - Spettatori: 100 | Russia     | 3 - 1 | Rep. Ceca  | 25-18, 20-25, 25-10, 25-17       |
| 16 maggio 2009 KSK Luch, Mosca Durata: ? - Spettatori: 50  | Rep. Ceca  | 3 - 2 | Ucraina    | 23-25, 22-25, 25-20, 26-24, 15-8 |
| 16 maggio 2009 KSK Luch, Mosca Durata: ? - Spettatori: 100 | Russia     | 3 - 0 | Montenegro | 25-13, 25-18, 25-15              |
| 17 maggio 2009 KSK Luch, Mosca Durata: ? - Spettatori: 50  | Montenegro | 0 - 3 | Rep. Ceca  | 23-25, 18-25, 18-25              |
| 17 maggio 2009 KSK Luch, Mosca Durata: ? - Spettatori: 100 | Ucraina    | 0 - 3 | Russia     | 13-25, 21-25, 18-25              |

##### Classifica
| Pos | Squadra    | Pt | G | V | P | SV | SP | Ratio | PF  | PS  | Ratio |
| --- | ---------- | -- | - | - | - | -- | -- | ----- | --- | --- | ----- |
| 1   | Russia     | 6  | 3 | 3 | 0 | 9  | 1  | 9.000 | 245 | 168 | 1.458 |
| 2   | Rep. Ceca  | 5  | 3 | 2 | 1 | 7  | 5  | 1.400 | 256 | 256 | 1.000 |
| 3   | Ucraina    | 4  | 3 | 1 | 2 | 5  | 7  | 0.714 | 251 | 276 | 0.909 |
| 4   | Montenegro | 3  | 3 | 0 | 3 | 1  | 9  | 0.111 | 195 | 247 | 0.790 |

#### Girone C

##### Risultati
| 15 maggio 2009 Dom odbojke Bojan Stranić, Zagabria Durata: ? - Spettatori: 120 | Serbia      | 3 - 2 | Paesi Bassi | 21-25, 25-23, 25-13, 28-30, 15-12 |
| 15 maggio 2009 Dom odbojke Bojan Stranić, Zagabria Durata: ? - Spettatori: 250 | Grecia      | 3 - 2 | Croazia     | 22-25, 27-25, 21-25, 25-21, 15-13 |
| 16 maggio 2009 Dom odbojke Bojan Stranić, Zagabria Durata: ? - Spettatori: 100 | Grecia      | 3 - 2 | Serbia      | 22-25, 22-25, 25-22, 25-19, 16-14 |
| 16 maggio 2009 Dom odbojke Bojan Stranić, Zagabria Durata: ? - Spettatori: 250 | Croazia     | 3 - 0 | Paesi Bassi | 25-18, 26-24, 25-19               |
| 17 maggio 2009 Dom odbojke Bojan Stranić, Zagabria Durata: ? - Spettatori: 300 | Paesi Bassi | 2 - 3 | Grecia      | 25-22, 23-25, 31-29, 20-25, 6-15  |
| 17 maggio 2009 Dom odbojke Bojan Stranić, Zagabria Durata: ? - Spettatori: 350 | Serbia      | 2 - 3 | Croazia     | 25-15, 28-26, 23-25, 22-25, 12-15 |

##### Classifica
| Pos | Squadra     | Pt | G | V | P | SV | SP | Ratio | PF  | PS  | Ratio |
| --- | ----------- | -- | - | - | - | -- | -- | ----- | --- | --- | ----- |
| 1   | Grecia      | 6  | 3 | 3 | 0 | 9  | 6  | 1.500 | 336 | 319 | 1.053 |
| 2   | Croazia     | 5  | 3 | 2 | 1 | 8  | 5  | 1.600 | 291 | 281 | 1.036 |
| 3   | Serbia      | 4  | 3 | 1 | 2 | 7  | 8  | 0.875 | 329 | 319 | 1.031 |
| 4   | Paesi Bassi | 3  | 3 | 0 | 3 | 4  | 9  | 0.444 | 269 | 306 | 0.879 |

#### Girone D

##### Risultati
| 15 maggio 2009 PalaMariotti, La Spezia Durata: ? - Spettatori: 100   | Polonia | 3 - 0 | Romania | 25-19, 25-17, 25-23               |
| 15 maggio 2009 PalaMariotti, La Spezia Durata: ? - Spettatori: 550   | Israele | 0 - 3 | Italia  | 22-25, 16-25, 16-25               |
| 16 maggio 2009 PalaMariotti, La Spezia Durata: ? - Spettatori: 120   | Polonia | 3 - 0 | Israele | 25-14, 25-21, 25-23               |
| 16 maggio 2009 PalaMariotti, La Spezia Durata: ? - Spettatori: 650   | Italia  | 3 - 2 | Romania | 25-20, 21-25, 25-12, 14-25, 15-11 |
| 17 maggio 2009 PalaMariotti, La Spezia Durata: ? - Spettatori: 120   | Romania | 3 - 0 | Israele | 25-21, 25-23, 25-17               |
| 17 maggio 2009 PalaMariotti, La Spezia Durata: ? - Spettatori: 1 200 | Italia  | 0 - 3 | Polonia | 19-25, 15-25, 19-25               |

##### Classifica
| Pos | Squadra | Pt | G | V | P | SV | SP | Ratio | PF  | PS  | Ratio |
| --- | ------- | -- | - | - | - | -- | -- | ----- | --- | --- | ----- |
| 1   | Polonia | 6  | 3 | 3 | 0 | 9  | 0  | MAX   | 225 | 170 | 1.324 |
| 2   | Italia  | 5  | 3 | 2 | 1 | 6  | 5  | 1.200 | 228 | 222 | 1.027 |
| 3   | Romania | 4  | 3 | 1 | 2 | 5  | 6  | 0.833 | 227 | 236 | 0.962 |
| 4   | Israele | 3  | 3 | 0 | 3 | 0  | 9  | 0.000 | 173 | 225 | 0.769 |

#### Girone E

##### Risultati
| 15 maggio 2009 Atatürk Sport Hall, Alanya Durata: ? - Spettatori: 70  | Austria     | 0 - 3 | Bielorussia | 18-25, 27-29, 18-25               |
| 15 maggio 2009 Atatürk Sport Hall, Alanya Durata: ? - Spettatori: 240 | Estonia     | 3 - 1 | Turchia     | 25-21, 14-25, 25-23, 25-20        |
| 16 maggio 2009 Atatürk Sport Hall, Alanya Durata: ? - Spettatori: 130 | Bielorussia | 3 - 1 | Estonia     | 22-25, 25-17, 25-19, 25-23        |
| 16 maggio 2009 Atatürk Sport Hall, Alanya Durata: ? - Spettatori: 450 | Turchia     | 3 - 2 | Austria     | 25-19, 22-25, 25-23, 24-26, 15-12 |
| 17 maggio 2009 Atatürk Sport Hall, Alanya Durata: ? - Spettatori: 120 | Austria     | 0 - 3 | Estonia     | 21-25, 11-25, 19-25               |
| 17 maggio 2009 Atatürk Sport Hall, Alanya Durata: ? - Spettatori: 280 | Turchia     | 1 - 3 | Bielorussia | 16-25, 25-22, 18-25, 15-25        |

##### Classifica
| Pos | Squadra     | Pt | G | V | P | SV | SP | Ratio | PF  | PS  | Ratio |
| --- | ----------- | -- | - | - | - | -- | -- | ----- | --- | --- | ----- |
| 1   | Bielorussia | 6  | 3 | 3 | 0 | 9  | 2  | 4.500 | 273 | 221 | 1.235 |
| 2   | Estonia     | 5  | 3 | 2 | 1 | 7  | 4  | 1.750 | 248 | 237 | 1.046 |
| 3   | Turchia     | 4  | 3 | 1 | 2 | 5  | 8  | 0.625 | 274 | 291 | 0.942 |
| 4   | Austria     | 3  | 3 | 0 | 3 | 2  | 9  | 0.222 | 219 | 265 | 0.826 |

## Squadre qualificate
- Belgio
- Bielorussia
- Grecia
- Polonia
- Russia